# Sarada Devi
Sarada Devi, de son vrai nom Saradamani Mukhopadhyaya, est une figure religieuse hindoue.

## Biographie
Elle naît le 22 décembre 1853 à Jayrambati.
En 1859, à l'âge de cinq ans, elle épouse Râmakrishna au cours d'un mariage arrangé,. À seize ans, elle rejoint Râmakrishna à Dakshineswar, au Bengale, où il est prêtre dans le temple de Kali. Trois ans plus tard, le prêtre renomme sa femme Sarada Devi et affirme qu'elle est la réincarnation sur Terre de la Mère sacrée de l'Univers.
Au cours de sa vie, elle passe de nombreuses années à faire des pèlerinages et de la méditation, et elle gère le petit groupe de disciples de Râmakrishna. Après la mort de ce dernier en 1886, elle est considérée comme une sainte à part entière, au-delà de la réputation de son mari.
Elle meurt le 20 juillet 1920 à Calcutta.